# Nicoletta Manni
Nicoletta Manni (Galatina, 28 agosto 1991) è una danzatrice italiana. È prima ballerina del Corpo di Ballo del Teatro alla Scala dal 2014 ed étoile dal 2023.

## Biografia
Originaria di Santa Barbara, frazione di Galatina (Lecce), inizia la danza da giovanissima a Copertino, nella scuola diretta dalla madre. A 11 anni supera con il massimo dei voti gli esami della metodologia Royal Academy of Dance, successivamente a 12 anni viene ammessa alla scuola di ballo dell'Accademia Teatro alla Scala di Milano, dove si diploma nel 2009.
Subito dopo aver conseguito il diploma è ingaggiata per un periodo nella compagnia Staatsballett di Berlino fino al dicembre 2012 con la quale danza in diversi balletti del repertorio classico e coreografie contemporanee. Nel 2013, su invito del direttore Machar Vaziev, partecipa alle audizioni per il Corpo di Ballo del Teatro alla Scala e risulta al primo posto della graduatoria. Nell'aprile 2014 è nominata prima ballerina. Nel 2015 riceve una candidatura al Prix Benois de la Danse per Le jeune homme et la mort di Roland Petit.
L'8 novembre 2023 è nominata étoile dal sovrintendente del Teatro alla Scala Dominique Meyer sul palcoscenico del teatro, al termine della seconda rappresentazione dove ha danzato come Tat'jana in coppia con l'étoile Roberto Bolle nel balletto Onegin. Il mese seguente ha danzato nel ruolo di Swanilda in occasione della prima assoluta della Coppélia di Aleksej Ratmanskij, mentre nel 2024 ha ottenuto una seconda candidatura al Prix Benois per la sua interpretazione come Medora ne Le Corsaire di Manuel Legris.

### Vita privata
Dopo una lunga relazione iniziata nel 2015, si è sposata nel mese di agosto 2023 con il collega Timofej Andrijashenko.

## Repertorio

### Staatsballett di Berlino[1]
- 2009 Les Sylphides
- 2009-2010-2011-2012 Il lago dei cigni, coreografia di Patrice Bart
- 2009-2010 Lo schiaccianoci, coreografia di Patrice Bart
- 2009-2010 Tchaikovsky, coreografia di Boris Ėjfman
- 2010-2011-2012 La Péri, coreografia di Vladimir Malachov
- 2010 La Bayadère, coreografia di Vladimir Malachov
- 2010 Bruch, violin concerto No 1, coreografia di Clark Tippet
- 2011 Cenerentola, coreografia di Vladimir Malachov
- 2011-2012 Oz –the wonderful wizard, coreografia di Giorgio Madia
- 2011 La Esmeralda, coreografia di Marius Petipa e Jurij Burlaka
- 2011-2012 Spring, coreografia di Vladimir Malachov
- 2011-2012 Caravaggio, coreografia di Mauro Bigonzetti
- 2011-2012 Onegin, coreografia di John Cranko
- 2011 Peer Gynt, coreografia di Heinz Spoerli
- 2012 Romeo e Giulietta, coreografia di John Cranko
- 2012 Il lago dei cigni, coreografia di Marius Petipa e Patrice Bart
- 2012 Marchenballett ab 4, coreografia di Kathlyn Pope secondo Marius Petipa

### Corpo di Ballo del Teatro alla Scala[1]
- 2013 Giselle, coreografia Jean Coralli e Jules Perrot (ruolo di Myrta, con Svetlana Zacharova e Roberto Bolle)
- 2013 Il Lago dei Cigni, coreografia di Rudol'f Nureev (ruolo di Odette-Odile)
- 2014 Serata Ratmansky[10]
- 2014  Jewels, coreografia di George Balanchine (coppia principale di Diamonds e ballerina solista di Rubies)
- 2014 Le Jeune homme et la Mort, coreografia di Roland Petit
- 2015 L’histoire de Manon, coreografia di Kenneth MacMillan (ruolo di Manon)[11]
- 2015 La bella addormentata, di Aleksej Ratmanskij[10]
- 2016 Il Lago dei Cigni, di Aleksej Ratmanskij
- 2016 Il Giardino degli amanti, coreografia di Massimiliano Volpini[12]
- 2017 La Dame aux Camélias, coreografia di John Neumeier (ruolo di Marguerite Gautier)
- 2019 La Bella Addormentata

## Riconoscimenti
- 2015 Prix Benois de la Danse 2015 (grazie all'interpretazione del ruolo femminile di Le Jeune homme et la Mort, di Roland Petit, accanto a Ivan Vasil'ev)[13]
- 2014 Premio Danza&Danza, categoria Interpreti (Teatro Grande di Brescia) [14]